# NGC 3585
NGC 3585 (другие обозначения — ESO 502-25, MCG -4-27-4, AM 1110-262, PGC 34160) — эллиптическая галактика (E6) в созвездии Гидра.
Этот объект входит в число перечисленных в оригинальной редакции «Нового общего каталога».
Галактика NGC 3585 входит в состав группы галактик NGC 3585. Помимо NGC 3585 в группу также входят ESO 438-5, ESO 438-10, ESO 438-12, ESO 438-17, ESO 502-16 и ESO 503-7.
В галактике содержатся преимущественно старые системы шаровых скоплений.